# New Ydeal
New Ydeal is een historisch Frans merk dat van 1951 tot 1954 scooters met motorblokken van verschillende toeleveranciers maakte.